# Балалыкин, Алексей Степанович
Алексе́й Степа́нович Балалы́кин (21 января 1940, деревня Приятная, Тамбовская область, СССР — 26 ноября 2024) — доктор медицинских наук, профессор, лауреат Государственной премии РФ, вице-президент «Общества эндоскопических хирургов России» (РОЭХ), член Правления РНО «Российское эндоскопическое общество».

## Биография

### Образование
Одесский государственный медицинский институт, 1957
2-й МОЛГМИ им. Пирогова (аспирантура), 1966

### Трудовая деятельность
Районная больница Одесской области, 1963
2-й МОЛГМИ им. Пирогова (аспирант, ассистент, профессор), 1966
Центральный Военный Клинический Госпиталь им. А. А. Вишневского Министерства обороны РФ, 2004

### Научная деятельность
Научная и практическая деятельность А. С. Балалыкина связана с академиком РАН В. С. Савельевым, под руководством которого он сформировался как ученый и профессиональный хирург. Он стал одним из основателей нового направления — эндоскопической хирургии, её пропагандистом и организатором. А. С. Балалыкин в сотрудничестве с Б. В. Крапивиным и А. В. Федоровым провели первую в России операцию по методу Гомеша-Феррера (1993), а наряду с А. Л. Андреевым и В. П. Сажиным он был одним из первых в России, выполнявшим различные варианты ваготомии.
А. С. Балалыкин применял лапароскопические вмешательства и неотложную лапароскопию, благодаря которым была изменена тактика лечения путем исключения так называемого «динамического наблюдения» за больными, было предотвращено проведение «диагностических лапаротомий» а также открыты широкие перспективы инфузии и перфузии брюшной полости лекарственными препаратами. Эта прогрессивная методика, используемая и сейчас, была основой разработанного в клинике В. С. Савельева «закрытого метода» лечения панкреатогенного перитонита. Она полностью изменила принцип лечения «гинекологического перитонита», с которым встречаются в неотложной практике, предотвратив проведение лапаротомии.
А. С. Балалыкин создал классификацию кровотечений, на её основе тактику ведения больных и индивидуальные принципы лечения.
Панкреатобилиарная эндоскопическая хирургия явилась предметом самой активной деятельности А. С. Балалыкина, внедрившего в клинику разнообразные операции от лапароскопической холецистостомии (1972) до ЭПТ (1978) и чреспапиллярных операций и холецистэктомии (1992). Развитие желудочно-кишечной эндоскопической хирургии обязано в том числе и А. С. Балалыкину первыми проведенными операциями: эндоскопическая петельная электроэксцизия новообразования (1972), лапароскопические кардиомиотомия, различные виды ваготомий (1992), в том числе торакоскопическая ваготомия (1993). А. С. Балалыкин был одним из первых хирургов, успешно выполнившим эндоскопическое зашивание прободной пилородуоденальной язвы.
А. С. Балалыкин проводил показательные операции в России и за рубежом (Китай, Венгрия, Франция и Бельгия). Он создал научную школу, под его руководством защищено более 27 докторских и кандидатских диссертаций. Ученики А. С. Балалыкина возглавляют научные школы в разных регионах России. Он продолжает активно развивать эндоскопическую хирургию желудка, работая над новыми публикациями и выступая с докладами на российских и международных форумах.
Принял участие в проекте "Поют врачи" в записи первого альбома с тремя песнями: "Любо, братцы, любо", "Улица, улица, ты, брат, пьяна", "Что это сердце так сильно пылает".
Интервью 2021 года на ENDOFEST 
Умер 26 ноября 2024 года в возрасте 84 лет.

## Патенты
- Способ рентгенодиагностики заболеваний желчевыводящих путей, патент 2304982
- Способ нетипичной эндоскопической папиллотомии, патент 2353323
- Способ эндоскопического лечения холангиолитиаза по результатам дуоденоскопии и ретроградной холангиографии на основании индивидуальных особенностей анатомического строения терминального отдела общего желчного протока, патент 2361525

## Публикации
1. В. С. Савельев, В. М. Буянов, А. С. Балалыкин. Эндоскопия органов брюшной полости. — М.: Медицина, 1977, 247 с. УДК 617.55-072.1
2. А. С. Балалыкин. Эндоскопия. — Л.: Медицина, 1987, 288 с. ББК 41.9, Б20, УДК 616—072.1
3. А. С. Балалыкин. Эндоскопическая абдоминальная хирургия. 1-е изд. — М.: ИМА-пресс, 1996. ISBN 5-7070-0079-8
4. А. С. Балалыкин. Эндоскопическая абдоминальная хирургия. — М.: ГЭОТАР-Медиа, 2024. ISBN 978-5-9704-6535-6